# Hilde Frafjord Johnson
Hilde Frafjord Johnson (Arusha, República de Tanganyika 29 d'agost, de 1963) és una política noruega del Partit Democristià. ha estat Ministre de Desenvolupament Internacional de Noruega, i membre del govern noruec. Recentment va actuar com a Representant Especial del Secretari General i Cap de la Missió de les Nacions Unides al Sudan del Sud, completant el seu mandat el juliol de 2014.

## Primers anys i educació
Va néixer a Arusha, Tanzània on els seus pares treballaven per a la Societat Missionera Noruega, va tornar a Noruega als 7 anys. Va obtenir un grau de Cand. polit. a la Universitat d'Oslo en 1991, especialitzant-se en antropologia del desenvolupament.

## Carrera
Va ingressar als Joves Democristians Noruecs als 16 anys, i fou elegida diputada al Parlament de Noruega pel Partit Democristià per Rogaland en 1993 i fou reelegida en 1997. Va ser membre del Comité Permanent d'Energia i Medi Ambient. Va ser nomenada Ministre de Desenvolupament Internacional en el Primer Gabinet de Kjell Magne Bondevik d'octubre de 1997 a març de 2000 i va ocupar la mateixa posició en el segon gabinet de Bondevik d'octubre de 2001 a octubre de 2005.
Com a ministra, Hilde F. Johnson va tenir un paper fonamental en el procés de pau al Sudan, que va dur a terme l'Acord Integral de Pau entre el Govern i l'Exèrcit Popular d'Alliberament del Sudan el 2005. Ha participat en els esforços de construcció de la pau i processos posteriors a la crisi en relació amb diversos països d'Àfrica, Àsia i Amèrica Central, especialment la Banya d'Àfrica, Sudan, Afganistan, Sri Lanka, Timor Oriental, Guatemala i la regió dels Grans Llacs.
Ha estat involucrada en els esforços per construir coalicions per al canvi, tant de l'ONU, com de les Bretton Woods Institutions (BWI) i l'ajuda bilateral. El 1998, Johnson va iniciar el grup Utstein, un grup de ministres de desenvolupament clau del Regne Unit, Holanda, Alemanya i Noruega per liderar aquesta agenda. Va treballar estretament amb el lideratge principal de l'ONU, les institucions financeres internacionals i l'Organització Mundial del Comerç (OMC) i els líders dels països en vies de desenvolupament per aconseguir millors polítiques de desenvolupament pro-pobres. Ha estat governadora i membre de la Junta del Banc Mundial per a Noruega i la Constituència Nòrdico/Bàltica.
Abans d'unir-se a UNICEF, va ser assessora sènior del president del Banc Africà del Desenvolupament a càrrec de les polítiques d'Estats Fràgils. Johnson va ser copresidenta de la Coalició Mundial per Àfrica durant uns anys. Va ser seleccionada Líder Global del Demà pel Fòrum Econòmic Mundial el 2001. Va ser membre de la Comissió d'Alt Nivell sobre el Potenciació Jurídica dels Pobres liderada per Madeleine Albright i ha estat membre de la Taskforce de la Universitat d'Oxford sobre Energia, Assistència al Desenvolupament i Política Exterior del Regne Unit, liderada per Sir Chris Patten. Johnson era membre de la UNDP, organitzada per la Comissió d'Afers Jurídics dels Pobres.
Johnson va servir com a director executiu adjunt d'UNICEF el 2007-2011. En novembre de 2011 fou nomenada Representant Especial del Secretari General per a la Missió de les Nacions Unides al Sudan del Sud, ocupant el càrrec fins a juliol de 2014.
A partir del 15 de març de 2016, es va convertir en secretària general del Partit Democristià.